# XO-1 (항성)
XO-1 또는 GSC 02041-01657은 북쪽왕관자리에 있는, 지구에서 약 600광년 떨어진 곳에 있는 K형 주계열성이다. XO-1의 질량과 반지름은 태양과 비슷하다. 2006년 이 항성 주위를 도는 외계 행성 XO-1b가 발견되었다. 발견 기구로는 XO 망원경이 사용되었다.

## 행성계
2006년 프로 및 아마추어들로 구성된 국제 연구팀이 XO-1 주위를 도는 목성급 질량 외계행성 하나를 찾아냈다. 이 연구팀은 볼티모어 소재 우주망원경과학재단(STSI, Space Telescope Science Institute) 피터 맥컬로프가 지휘했으며, 북아메리카와 유럽에서 온 네 명의 아마추어 천문가들이 포함되어 있었다.
텍사스 대학교 소재 맥도널드 천문대의 하란 J. 스미스 망원경, 하비-에버리 망원경을 이용하여 이 행성의 존재를 확인했다.

## 같이 보기
- GSC 02652-01324
- 페가수스자리 51
- HD 102195